# Verein Ernst Mach
Der 1928 in Wien vom Freidenkerbund Österreich gegründete Allgemeine naturwissenschaftliche Bildungsverein Ernst Mach (Abkürzung Verein Ernst Mach, VEM) trug den Untertitel Verein zur Verbreitung von Erkenntnissen der exakten Wissenschaften. In Anlehnung an den Namensgeber Ernst Mach war er unter dem Vorsitz von Moritz Schlick Teil der Wiener Arbeiterbildungsbewegung und zugleich Distributionsorgan des Wiener Kreises.

## Idee und Umsetzung
Der VEM diente zwei wechselseitig wirkenden Funktionen: Zum einen verbreitete er die wissenschaftstheoretischen Ideen des Logischen Empirismus nicht nur in Universitätskreisen, sondern auch in breite gesellschaftliche Kreise hinein. Er vereinigte Ideen der beiden Wiener Bildungsbewegungen in sich und versuchte, wissenschaftliches und wissenschaftstheoretisches Wissen auf populäre Weise zugänglich machen. Mit diesem inhaltlichen Schwerpunkt wendete sich der VEM an Arbeiter und fortschrittliche Intellektuelle, um letztlich einer sozialistischen Weltanschauung und Lebensführung Rechnung zu tragen.
Zum anderen entsprachen die hier vermittelten Inhalte denen im Wiener Kreis diskutierten. Insofern wurde der VEM zum Popularisierungsorgan des Wiener Kreises. Er trug die wissenschaftstheoretischen Diskussionen aus dem rein akademischen Kreis hinaus und verschaffte einer der prägendsten Wissenschaftstheorien des 19. Jahrhunderts systematisch und institutional erste gesellschaftliche Resonanz.

## Medien und Methoden
Der VEM bot Kurse, Vorträge, Vorlesungen und Führungen an, organisierte Exkursionen, bestellte fachwissenschaftliche Literatur und knüpfte Kontakte zu Wissenschaftlern. Des Weiteren veröffentlichte der VEM ab 1930 Kongressvorträge, im VEM gehaltenen Referate und grundlegende wissenschaftstheoretische Diskussionen in der Zeitschrift Erkenntnis.

## Vorstand
Mitglieder des linken Flügels des Wiener Kreises übernahmen nicht nur Vorträge und andere Bildungsveranstaltungen, sondern auch Funktionen im Vorstand des VEM: Moritz Schlick war erster Vorsitzender, Hans Hahn wurde stellvertretender Vorsitzender, Otto Neurath und Rudolf Carnap wurden Schriftführer, Edgar Zilsel war Beisitzer.

## Beendigung
Durch die starke objektive Verknüpfung mit der politischen Linken Wiens wurde der VEM durch die austrofaschistische Dollfuß-Regierung 1934 aufgelöst, die auch die Sozialdemokratische Partei verbot.